# Hydnophytum crassicaule
Hydnophytum crassicaule är en måreväxtart som beskrevs av Pieter van Royen. Hydnophytum crassicaule ingår i släktet Hydnophytum och familjen måreväxter. Inga underarter finns listade i Catalogue of Life.